# Assja Ahat
Assja Ahat (ukr. Ассія Ахат, rus. Ассия Ахат); je rusofona ukrajinska pop pjevačica, rođena je u Ukrajini 3. lipnja 1955. godine. 

Njezin prvi album zvao se "Homo Novus", a izašao je 1999. godine. Od tada je izdala sedam albuma, posljednji 2007. godine. Osim u Ukrajini, Assja je također popularna među ukrajinskom dijasporom u Rusiji, Poljskoj, Njemačkoj, Kanadi i SAD-u. 

## Biografija
Mnogi će reći da Krimska Tatarka Assja Ahat ima božanstven glas i da uz to odlično svira violinu za što je završila i visoku glazbenu školu u francuskoj Nici. Jedno vrijeme je svirala u sklopu Nacionalnog orkestra Ukrajine, a jednom prilikom je dobila poziv boksača Volodimira Klička kako bi odsvirala na violini ukrajinsku himnu pred njegov meč. 

## Glazbeni album
Popis pjesama na posljednjem glazbenom albumu "Najbolja sam" iz 2007. godine:
- 1. Najbolja sam
- 2. Svibanj
- 3. Fuzija
- 4. Načelo Mata Hari
- 5. Vrući poljubac
- 6. Ti si s njom
- 7. Shvatila sam da sam izgubila
- 8. Duša boli
- 9. Ako voliš
- 10. Usamljeno srce
- 11. Ona te čeka
- 12. Snovi
- 13. Čokolada
- 14. Jednostavno slobodan
- 15. Vic

## Vanjske poveznice
- Stranice Assje Ahat  Arhivirana inačica izvorne stranice od 12. ožujka 2010. (Wayback Machine)
- Biografija Assje Ahat (rus.)
- Poznata pjesma Assje Ahat (Usamljeno srce)[neaktivna poveznica]